# Casa Gandini
Casa Gandini, costruita nel primo quarto del XX secolo, dall'ing. Antonio Rossi. Situata in Via Luigi Porta, 25(P), nella città di Pavia, nella regione Lombardia d'Italia. Si trova nel centro della città, esattamente in Piazza del Municipio, accanto ad altri edifici rilevanti: il Palazzo Mezzabarba, di fronte alla facciata principale, che attualmente funge da comune di Pavia. A nord-est c'è l'oratorio dei Santi Quirico e Giulitta. Alla sua sinistra troviamo INAIL Direzione Territoriale.

## Storia

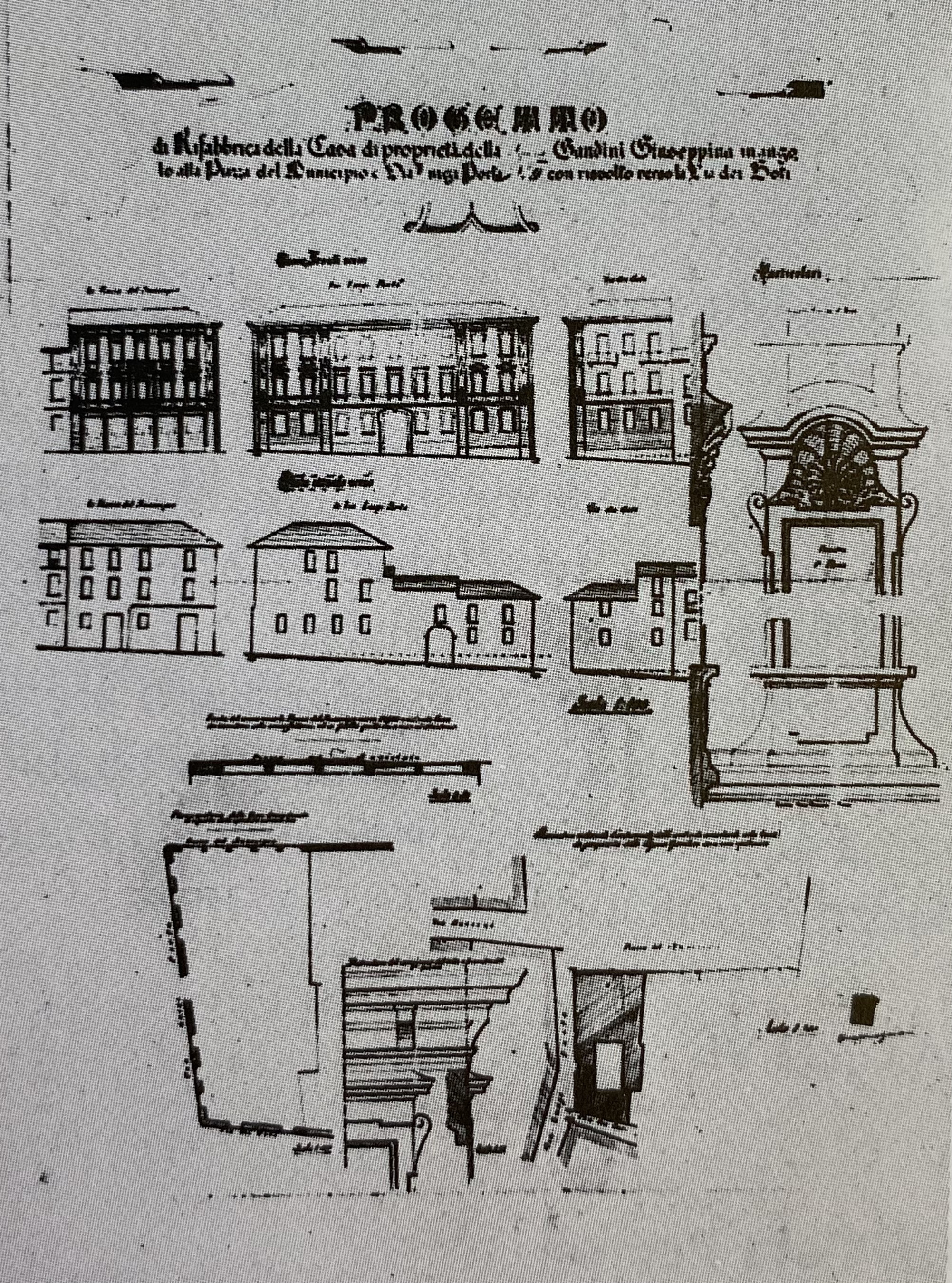
Antonio Rossi (1913). Piani storici.

Si tratta di un progetto di ricostruzione dell'ingegnere Antonio Rossi, nei primi anni del secolo XX, successivamente al 1913, che sostituisce uno precedente, la cui facciata principale è stata considerata inadeguata, in quanto non rispondeva all'importanza del luogo dal punto di vista estetico.

## Descrizione

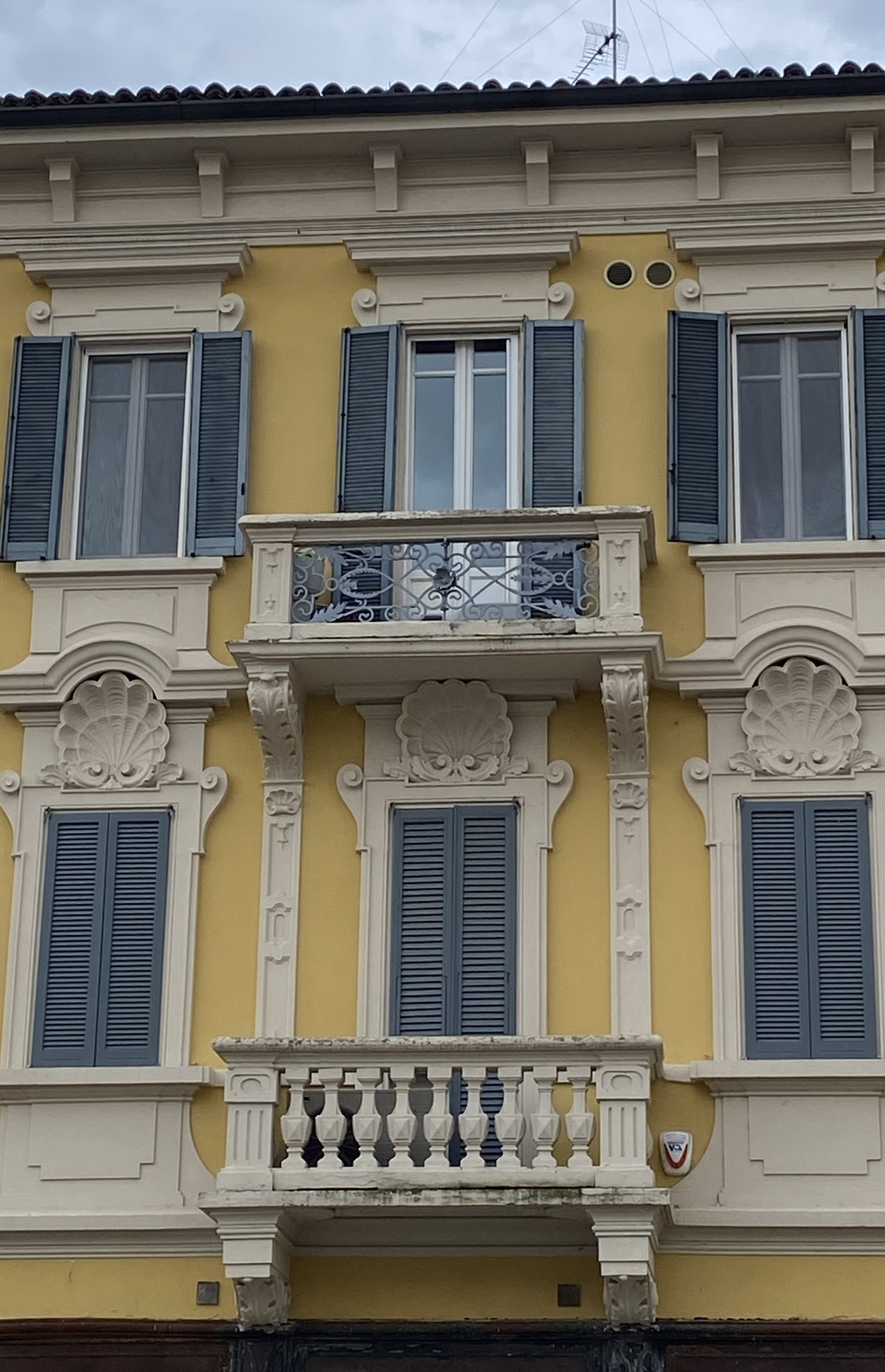
Dettaglio della facciata principale

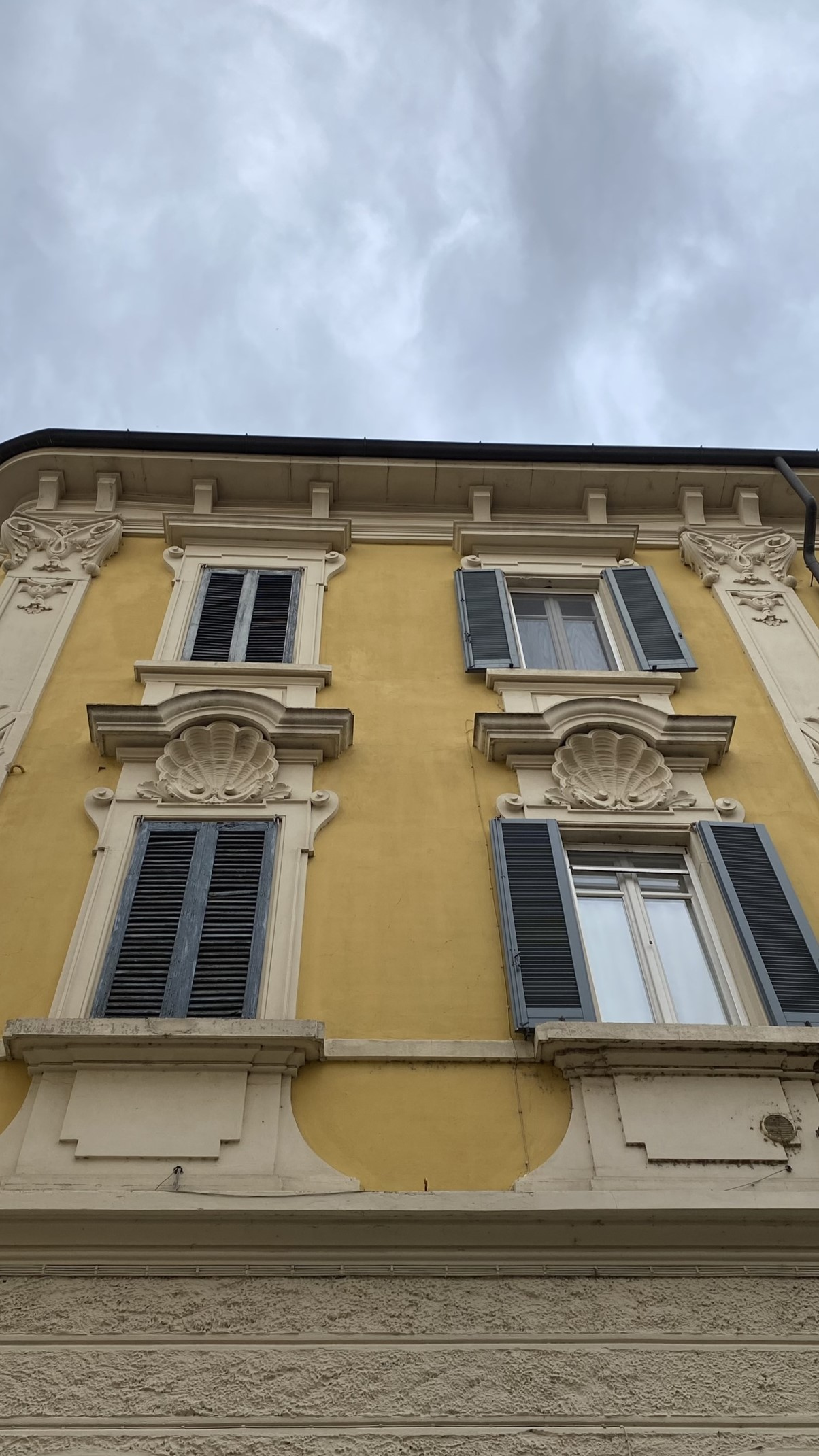
Dettaglio della facciata posteriore

Parliamo di un elegante edificio di tre piani, in cui Rossi adotta una tipologia architettonica ibrida, che combina motivi floreali con ornamenti neosettecenteschi. Sopra le finestre della facciata principale ci sono dei cappelli ondulati con la conchiglia, che potrebbero essere un omaggio alla facciata anteriore del palazzo rococò.
Intorno alle finestre della facciata posteriore troviamo anche delle cornici, ma in questo caso non presentano motivi floreali, bensì si concentrano sulla semplicità, conferendo lo stesso aspetto e creando quella somiglianza tra le due facciate. Allo stesso modo, su entrambi i lati delle facciate, troviamo decorazioni che rappresentano colonne, incorniciando tutto ciò che rimane all'interno. Solo nei due piani superiori si trovano lo stesso tipo di cornici ornamentali che si trovano nelle finestre. Al contrario, al piano terra, questi dettagli sono realizzati in pietra, rispettando la colorimetria e il disegno. Solo sulla facciata principale troviamo due balconi centrali, al primo e al secondo piano. Queste aperture centrali creano l'asse di simmetria, ma non sono uguali tra loro, poiché quello al primo piano ha tutti i dettagli con cornici, come le finestre, ma quello superiore presenta dettagli floreali in acciaio.
Per quanto riguarda il piano terra; la facciata principale presenta solo i dettagli in pietra a forma di colonne già menzionati e tra queste troviamo l'azione del suo uso commerciale, poiché ha perso la somiglianza con i piani superiori e la fascia è stata dipinta di marrone. Al contrario, sulla facciata posteriore, la simmetria è mantenuta, giocando con i dettagli in pietra così come quelli decorativi delle colonne. Ai due estremi della stessa, tra questi decorativi, la facciata presenta una finitura in pietra dello stesso tipo. In questa facciata troviamo anche un basamento a diverse altezze, a seconda della pendenza del terreno in ogni punto. Questo basamento mantiene la colorimetria che vediamo nelle finiture in pietra.
Attualmente, ad eccezione degli elementi decorativi di cornici e pietra, l'edificio è dipinto in giallo, continuando così con la colorimetria beige che tali elementi ci forniscono. L'edificio è ancora in uso, poiché è un edificio privato dove il piano terra ha un uso commerciale, mentre i due piani superiori funzionano come un condominio residenziale.